# Soosiulus velocissima
Soosiulus velocissima är en insektsart som först beskrevs av Melichar 1932.  Soosiulus velocissima ingår i släktet Soosiulus och familjen dvärgstritar. Inga underarter finns listade i Catalogue of Life.